# Ioan Iovescu
Ioan Iovescu (n. 1961) este un politician român, senator în Parlamentul României din partea PPDD Timiș în mandatul 2012-2016.

## Experiența profesională
În 1979, s-a angajat la Autobaza 4 Lugoj, lucrând mai întâi ca mecanic (1979-1982), apoi ca șofer (1984-1987). Între 1982 și 1984, a făcut stagiul militar. A lucrat apoi, ca instructor la Școala de șoferi amatori (1987-2000) și ca președinte al Asociației Proprietarilor Timisoreni 57 (2000-2012). Pentru aceste două joburi, a urmat cursuri de instructor auto (1987) și de administrație imobiliară (2000).

## Activitatea politică

### Independent
La alegerile locale din 1992, 1996 și 2004 a candidat pentru Consiliul Local Lugoj, la parlamentarele din 1996 pentru Camera Deputaților. S-a clasat sub pragul electoral pentru intrarea în Parlamentul României. În 1992, a ratat mandatul de consilier din cauza unei alianțe a independenților, pe listele cărora nu a participat.

### În PPDD
La 1 iunie 2012, Ioan Iovescu s-a înscris în Partidul Poporului – Dan Diaconescu (PPDD). A candidat la alegerile locale din 2012 petru un mandat de consilier județean în Timiș, pe listele PPDD. La alegerile parlamentare din 2012, a obținut, prin redistribuire, un mandat de senator în colegiul 4 din circumscripția electorală Timiș, el candidând împotriva lui Ilie Sârbu. Colegii din PPDD i-au plătit taxa pentru înscrierea pe listele de candidați ai formațiunii.

## Religia
La 23 iunie 2013, Ioan Iovescu a renunțat la religia ortodoxă și a trecut la cea baptistă, provocând o controversă.